# Valentina Blažević
Valentina Blažević (født 14. februar 1994 i Sinj, Kroatien) er en kvindelig kroatisk håndboldspiller som spiller for polske MKS Lublin og Kroatiens kvindehåndboldlandshold.
Hun har tidligere spillet for RK Krim og Pogoń Baltica Szczecin.